# Johnny Lewis (Boxtrainer)
Johnny Lewis OAM (* 18. März 1944 in Sydney, New South Wales, Australien, als Alfred John Lewis) ist ein ehemaliger australischer Boxtrainer. Kostya Tszyu und Jeff Fenech wurden ausschließlich von ihm trainiert.
Weitere Boxer, die Lewis trainierte, waren unter anderem Jeff Harding, Gairy St. Clair, Virgil Hill, Paul Briggs, Solomon Haumono, Billy Dib, Matty Fisher, Vas Ferles und Eddy Younan.
Lewis gehört zweifelsohne zu den weltweit besten Trainern. Er fand sowohl im Jahre 2006 Aufnahme in die Australian Boxing Hall of Fame wie auch im Jahre 2017 in die International Boxing Hall of Fame. Für seine Verdienste um den Boxsport als Trainer und Coach wurde er 2006 mit der Medaille des Order of Australia ausgezeichnet.